# Гудаф Цегай
Гудаф Цегай Деста (англ. Gudaf Tsegay Desta, нар. 23 січня 1997) — ефіопська легкоатлетка, яка спеціалізується в бігу на середні та довгі дистанції, призерка чемпіонатів світу. Учасниця Олімпійських ігор (2016). Рекордсменка світу в приміщенні в бігу на 1500 метрів серед юніорської (2016) та дорослої (2021) вікових категорій.

## З життєпису
20 лютого 2016 на змаганнях «Glasgow Indoor Grand Prix» в Глазго встановила новий світовий рекорд серед юніорів у приміщенні в бігу на 1500 метрів (4.01,81), перевершивши попереднє досягнення співвітчизниці Калкідан Гезахегне (4.03,28), встановлене 2010 року.
На чемпіонаті світу-2019 здобула «бронзу» на 1500-метровій дистанції.
За підсумками змагань Світового туру в приміщенні-2020 стала першою у загальному заліку з бігу на 1500 метрів.
9 лютого 2021 на змаганнях «Meeting Hauts-de-France Pas-de-Calais» у Льєвені встановила новий світовий рекорд у приміщенні з бігу на 1500 метрів (3.53,09), покращивши попереднє досягнення співвітчизниці Гензебе Дібаби (3.55,17), встановлене у 2014.
Ексрекордсменка світу з бігу на 5000 метрів — 14.00,21 (2023).